# デイル・エル・カマール
- 古代レバノンの歴史
- 中世レバノンの歴史
- 近代レバノンの歴史
- 現代レバノンの歴史
- レバノン危機
- レバノン内戦
- 杉の革命
- レバノン侵攻 (2006年)

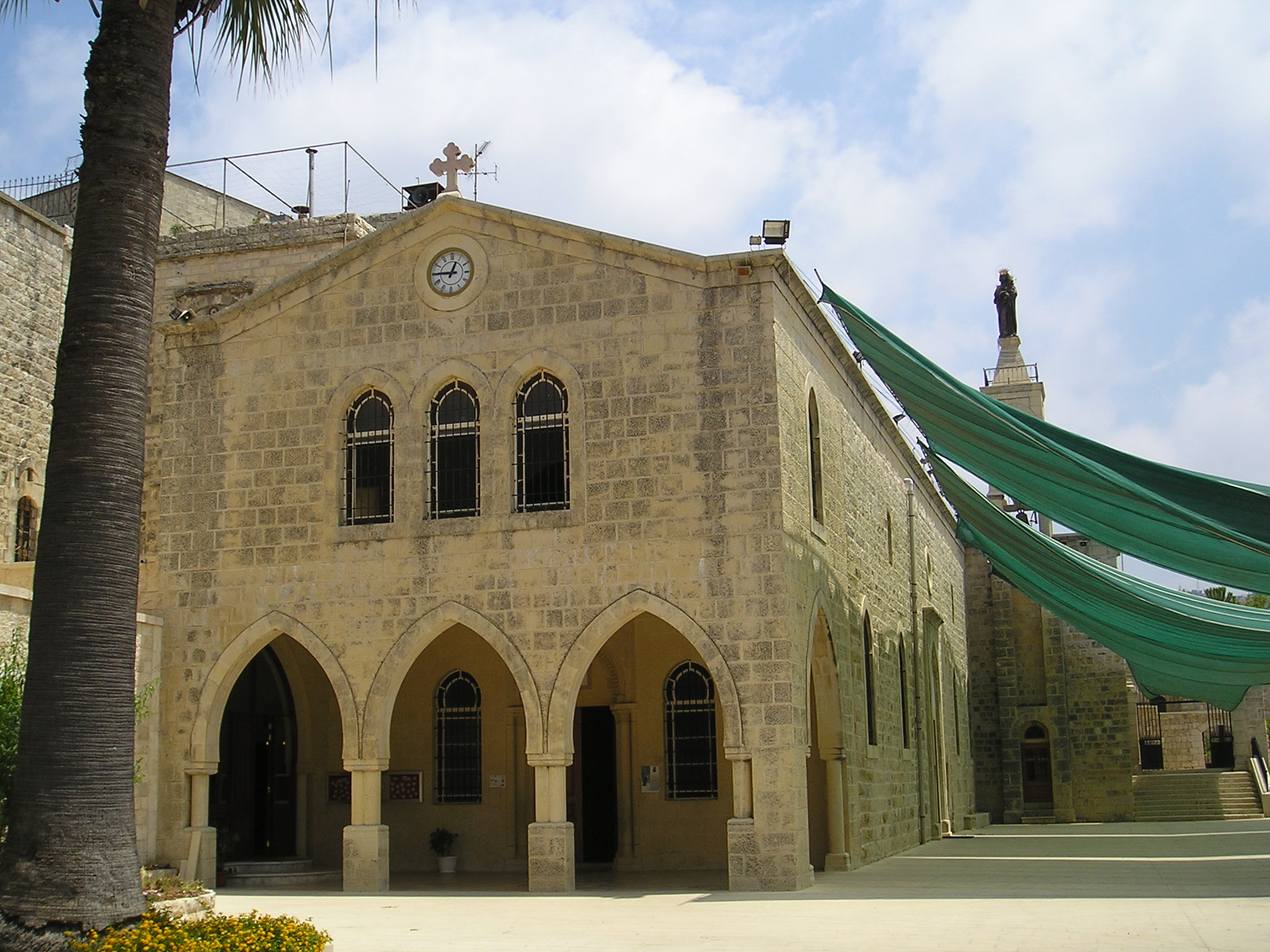
SaidetエルTalle教会

デイル・エル＝カマール（ラテン語表記Deir el Qamar、アラビア語表記دير القمر）とは、レバノンの南部のほぼ真ん中に位置する村。ベイト・エッディーンから約5kmほど離れたところにあり、赤い屋根が特徴の石造りの建物が並ぶ。
16世紀から18世紀にかけて、デイル・エル＝カマールは、レバノン首長国の拠点の役割を果たした。デイル・エル＝カマールとは、アラビア語で、「月の修道院」を意味し、ファハル・アッディーン2世が建造したモスクは、レバノンで現存するモスクの中では最も歴史が古い。
デイル・エル＝カマールが果たしてきた役割とは、文字通り、アラブの伝統の拠点であるのと同時に、レバノンの大統領や芸術家など様々な領域で活躍する人材を輩出してきた学校の役割も担っていた。